# Salar Jung Museum

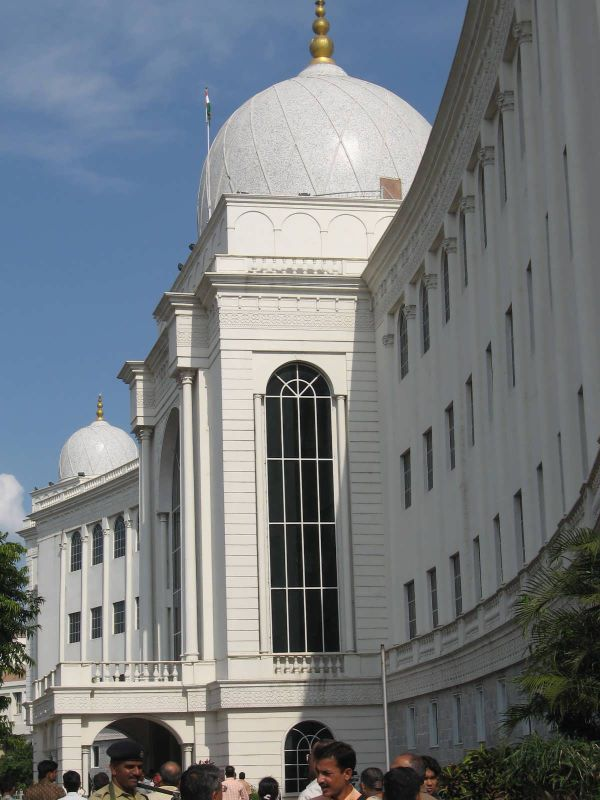
Salar Jung Museum

Salar Jung Museum is een kunstmuseum in Haiderabad, de hoofdstad van de Indiase deelstaat Telangana. Het is een van de drie nationale musea van India en ook het op twee na grootste museum van het land. Het museum, gelegen aan de rivier Musi, herbergt de grootste collectie ter wereld van antiek verzameld door één man: Nawab Mir Yousuf Ali Khan Salar Jung III (1889-1949), een premier onder de zevende Nizam van Hyderabad. 
Salar Jung besteedde gedurende meer dan 35 jaar een groot deel van zijn vrije tijd en geld aan het verzamelen van mooie spullen uit Azië (vooral India, China en Japan) en West-Europa: schilderijen, miniaturen, beeldhouwwerken, bronzen en andere gebruiksvoorwerpen (zoals bidri), keramiek, glas, manuscripten, textiel, klokken, meubelen, wapens en boeken. Het aantal voorwerpen in de collectie is zo'n één miljoen, hoewel dit er aanvankelijk meer waren. Er wordt gezegd dat het ooit twee keer zoveel was en dat werknemers van Salar Jung veel hebben gestolen. Ook zou er veel verdwenen zijn tijdens de verhuizing van de collectie van zijn paleis Diwan Deodi naar het huidige museum: een speciaal voor de collectie gebouwd onderkomen dat in 1968 werd geopend. De collectie wordt nu beheerd door een Board of Trustees. 
In 1961 werd het museum uitgeroepen tot een museum van nationaal belang.

## Hoogtepunten collectie
De collectie omvat onder meer een verzameling korans, persoonlijke wapens van Noor Jerhan, Jehangir en Shah Jahan en een beroemd beeldhouwwerk van de Italiaanse beeldhouwer Giovanni Maria Benzoni, 'De Gesluierde Rebecca', waarvan in de wereld vier versies bestaan. Uit Nederland en België zijn enkele schilderijen te zien, de belangrijkste daarvan zijn een groot doek van de vrij onbekende Edmond Van der Haeghen (een schilderij van een bezeten jonge vrouw) en twee werken van paardenschilder Wouterus Verschuur.